# レインボーシックスシリーズ
レインボーシックスシリーズ（英語: Rainbow Six series）は、トム・クランシーの小説『レインボーシックス』を原作とする、ビデオゲームシリーズ作品である。日本での名称は「レインボーシックス」だが、海外では「トム・クランシーズ レインボーシックス」。

## 概要
作品名のレインボー・シックスは作品中の軍事用語で、"レインボー"という特殊部隊の"シックス"という指揮官を指す。また、レインボーは複数色の"虹"のように各国からの多国籍部隊であること、シックスは北米の虹は"6"色であることもかけている。

### 小説との関連性
小説『レインボーシックス』と各ゲームシリーズでは、世界・設定は共通するが、オムニバス形式での物語的なつながりが薄いものが多い。ゲーム版は、Windows専用ソフトとしてシリーズ第1作が1998年に小説と同時に発売され、日本国内向けにさまざまな代理店から日本語マニュアル付き英語版として発売された。その後、各種コンシューマに移植されるなど人気シリーズとなった。
小説版の特殊部隊レインボーはNATOの特殊部隊という設定になっており、所属隊員はNATO各国の出身である。同作はクランシーによるジャック・ライアンシリーズに含まれる作品という位置づけになっていてジャック・ライアンも登場するほか、本作の登場人物もクランシー原作の他作品に登場している。また小説ではクラークの発案により、報道規制が容易にできて訓練施設 (SAS) や飛行機移動の便に困らないという理由でイギリスのヘレフォード英陸軍基地内に本部が設置されている（レインボーシックス ベガスシリーズでも踏襲）。
レインボーは小説『レインボーシックス』だけではなく、ジャック・ライアンシリーズの『米中開戦』などにも登場している。

### コンピュータゲーム版
作品によって設定は異なるが、基本的に特殊部隊の隊員となり、テロリストの撲滅や人質の解放を目指す。レインボーはNATOではなく国連の部隊という設定になっており、NATO加盟諸国以外の国の隊員も登場する。1作目のゲームシナリオは「無差別生物兵器テロ」を題材としている点だけは小説と同じだがそれ以外はほぼ別物で、以後のシリーズは完全に小説から乖離している。原則としてファーストパーソン・シューティングゲーム (FPS) だが、銃撃戦だけでなく隠密行動や作戦立案など戦術面も重視されている点が特徴である。
最初の作品 Tom Clancy's Rainbow Six はトム・クランシーが設立したレッドストームエンターテイメント社によって、1998年PC向けに発売された（同社は後にユービーアイソフト社に買収され、シリーズも引き継がれた）。
初期の作品（初代 Rainbow Six および Rainbow Six : Rogue Spear）では、作戦開始前のブリーフィングが導入されており、プレイヤーは最大8人の隊員を最大4つのチームに分けて編成し装備を決め、敵や人質などの予想位置が表記されたマップを見ながら、突入経路や合図があるまでの待機位置、閃光手榴弾の使用地点や射撃ポイントなどを設定するという作戦立案がゲームの中に含まれていた（激しい銃声を聞いただけでテロリストは人質を射殺してしまうため、多方向同時突入やスナイパーとの連携などが求められた）。
作戦を決定するとFPSとなり、プレイヤーは突入チームのうちのひとつのリーダーを操作する。他のチームは立案した作戦に従って自動的に動く（ゲーム中に操作する部隊を変更することも可能）。このFPSパートでは当時のFPSとしては珍しく、全てのキャラクターの耐久力が非常に低く設定されており、一瞬の判断の遅れが死亡に繋がった（例えば、最低難易度のPvEでも頭部に被弾すると即死亡）。部位ダメージも取り入れられており、足を撃たれれば足を引きずる、腕に被弾すれば射撃の命中率が大きく低下するなどの演出がされた。また、隊員が死亡すると以後のマップでは使用できない（死亡者が出なくなるまで同じマップをリプレイすることは可能）。Rainbow Six は決してグラフィックが優れたゲームでは無かったが、こうした独特のシステムとリアリティが評価された。このシステムは『ゴーストリコン』にも受け継がれている。
『レインボーシックス』シリーズはプレイステーションなどの家庭用ゲーム機向けにも移植されたが、PC版同様のシビアな難易度と判り辛いシステムだったため成功しなかった。このため Rainbow Six 3: Raven Shield では、Xboxなどの家庭用ゲーム機向けを中心に製作され、家庭用ゲーム機版においてはシステムの簡易化、難易度の低下、グラフィックの大幅な向上などを図ってシステムが一新された。具体的にはブリーフィングの廃止、耐久値の上昇、爆風や銃撃音など演出・エフェクトの強化が施されたが、本来このシリーズが持っていた特徴が少なからず失われる結果となった。

## 登場人物
ジョン・クラーク
レインボーの指揮官。コードナンバーはR-6。本名はジョン・テレンス・ケリー。『クレムリンの枢機卿』からの、小説ジャック・ライアン・シリーズの登場人物。
ドミンゴ・シャベス
突入隊員のうちのひとり。『いま、そこにある危機』からの、小説ジャック・ライアン・シリーズの登場人物。
他にも小説版『レインボーシックス』と同名の突入隊員が登場する。ジョン・クラークらが登場するのは『レインボーシックス3 レイブンシールド』までで、それ以降は登場しない。

## シリーズ
| 1998 | レインボーシックス                    |
| 1999 | レインボーシックス ローグスピア       |
| 2000 |                                       |
| 2001 | レインボーシックス テイクダウン       |
| 2002 |                                       |
| 2003 | レインボーシックス3 レイブンシールド  |
| 2004 |                                       |
| 2005 |                                       |
| 2006 | レインボーシックス ロックダウン       |
| 2007 | レインボーシックス ベガス             |
| 2008 | レインボーシックス ベガス2            |
| 2009 |                                       |
| 2010 |                                       |
| 2011 |                                       |
| 2012 |                                       |
| 2013 |                                       |
| 2014 |                                       |
| 2015 | レインボーシックス シージ             |
| 2016 |                                       |
| 2017 |                                       |
| 2018 |                                       |
| 2019 |                                       |
| 2020 |                                       |
| 2021 |                                       |
| 2022 | レインボーシックス エクストラクション |
| 2023 |                                       |
| 2024 |                                       |
| 2025 | レインボーシックス モバイル           |

シリーズの正式な2作目である Rogue Spear までと、3作目の 『レインボーシックス3 レイブンシールド』以降ではゲーム性が大きく異なっている。これは3作目以降が家庭用ゲーム機向けリリースを前提に作られたためである。
2006年にはPS2とXbox向けに Rogue Spear 以前のステージをリメイクした Critical Hour がリリースされた。
『レインボーシックス テイクダウン』は韓国の特殊部隊が日本人のヤクザから母国を守るという内容である。ゲームシステムは Rogue Spear のものである。韓国のKama Entertainmen社が韓国国内のみでリリースした。
一部の家庭用ゲーム機版では拡張キットの内容が本編に含まれているものや、オンライン対戦の代わりに画面分割対戦が可能なものもある。

### レインボーシックス
シリーズ第一作、PC, PS, DC, N64, GBCで発売された。
日本国内ではPCとPSのシスコンエンタテイメントが「ワールドグレイティストヒッツシリーズ」の第四弾として発売。日本語マニュアルは付属するが、ゲーム内の字幕等は未翻訳。
PS版とGBC版には作戦立案がない。PS版はゲームアーカイブスとして配信されたが「CERO：Z（18才以上のみ対象）」になっており、クレジットカードでしか購入できない。また、2014年8月12日をもって配信終了した。
レインボーシックス イーグル・ウォッチ (PC)
拡張パック、ステージなどが追加された。
レインボーシックス: Lone Wolf (PS)
家庭用ゲーム機向けオリジナルだが、システム等は第一作と同じ。ステージは変更点が多い。

### レインボーシックス ローグスピア
Rainbow Six: Rogue Spear (PC, PS, DC, GBA)
シリーズの正式な続編、新しいアクションが追加された。
Rainbow Six: Rogue Spear: Urban Operations (PC)
拡張パック、武器やステージに加えルールなどが追加されている。
Rainbow Six: Rogue Spear: Black Thorn (PC)
拡張パック、単独プレイ可。
Rainbow Six: Covert Ops (PC)
拡張パック、単独プレイ可。

### レインボーシックス3 レイブンシールド
シリーズ第三作、ゲームエンジンを一新しゲーム性も大きく変化した。
Rainbow Six 3: Athena Sword (PC)
シリーズ第三作の拡張パック、武器やマルチプレイ環境の充実がなされた。
Rainbow Six 3: Black Arrow (Xbox)
Xboxのみでリリースされた番外編、単独プレイ可。
Rainbow Six 3: Iron Wrath (PC)
無料公開された拡張パック、起動には Raven Shield 本編のみ必要（Athena Sword は不要）。

### レインボーシックス ベガス
Xbox 360やPS3といった新世代プラットフォームや、優れたゲームエンジンであるUnreal Engine3を得たことにより、表現力が大幅に向上した。
開発元はこれまでのレッドストーム社からUBIソフトのモントリオールスタジオに変わっており、コンシューマーゲーム色が一層強くなった。
ラペリング射撃、ファストロープ降下、遮蔽物に張り付いた状態から射撃するなどのアクションも加わった。
ラスベガスのカジノ街がテロリストに襲われるという設定であるが、これに対し「ラスベガスの安全なイメージが損なわれる」として実際のラスベガス市長が苦情をつけるという一幕もあった。
レインボーシックス ベガス (モバイル)
レインボーシックス ベガスを携帯電話用にアレンジしたもので、開発と発売はゲームロフトが行っている。

### レインボーシックス ベガス2
前作Vegasのシステムの大部分を受け継いでいる。対応機種はPC, PS3, Xbox 360である。

### レインボーシックス シージ
新たにAnvilNext 2.0 ゲームエンジンを採用。シングルプレイ及びマルチプレイに対応。舞台はニューヨークを想定したカウンターテロリスト。対応機種はPC, PS5, PS4, Xbox Series X/S, Xbox Oneである。

### レインボーシックス エクストラクション
2019年にE3 2019で発表されて以降、発売日の延期を繰り返した後、2022年1月20日に発売された。対応機種はPC, PS5, PS4, Xbox Series X/S, Xbox Oneである。

### レインボーシックス モバイル
レインボーシックス シージをスマートフォン向けに再構築した基本プレイ無料の作品。2025年7月にラテンアメリカ地域で正式に発売された。その他の地域でも段階的に拡大される。対応機種はiOS, Androidである。

## 関連作品
レインボーシックス テイクダウン (PC)
韓国でリリースされたサードパーティ製の拡張キット、単独プレイ可能。
レインボーシックス ロックダウン (PC, PS2, Xbox, GC)
PC版とXbox版は同名タイトルだが、シングルプレイのシナリオが大きく異なっているなどの変更点がある。
レインボーシックス キャピタルアワー (PS2, Xbox)
家庭用ゲーム機向けのみリリース、Rainbow SixとRogue Spear のミッションを Rainbow Six 3 のシステムで再構築した物だが、日本では未発売。
レインボーシックス シャドウ・ヴァンガード (iOS, Android)
初代レインボーシックスをiPhone、iPod touch、Android向けにリメイクしたもので、開発と発売はゲームロフトが行っている。
ストーリーモードの他、最大10人までのマルチプレイヤーにも対応している。
レインボーシックス パトリオット (PC, PS3, Xbox One)
「Siege」の発表と同時に開発中止が決定した。